# 아이네이스

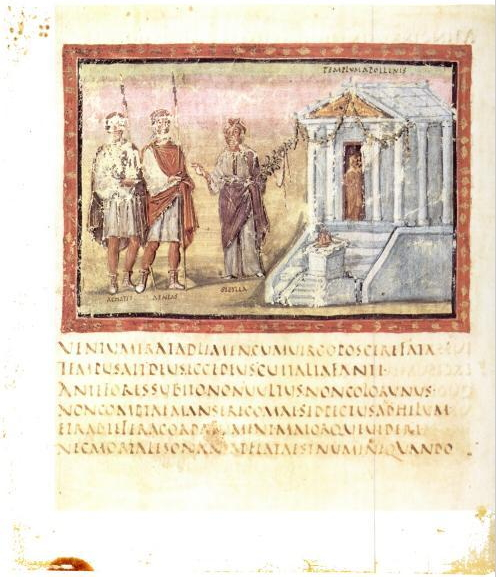

《아이네이스》(Aeneis)는 로마의 시인 베르길리우스의 서사시의 제목이다.

## 개요
아이네이스는 트로이의 장군 아이네아스의 유랑을 노래한 서사시로서 라틴어로 쓰인 최고의 걸작으로 손꼽힌다. 서사시는 전 12 편으로 구성되어 있으며, 라틴어 6각운으로 쓰여졌다. 베르길리우스는 서사시의 주제와 신화적 많은 자료들을 호메로스의 일리아스와 오디세이아에서 빌어 왔다. 특히 서사시의 구성에서 눈에 두드러지는 것은 전반 6편은 오디세이아(모험)를 그리고 후반 6편은 일리아스(전쟁)를 전범으로 삼고 있다. 신화를 바탕으로 한 서사시 아이네이스가 담고 있는 역사적 요소로는 로마의 건립을 칭송하고 신화적 기반을 구축하는 데에 있다. 그러나 이것은 문학작품이기에 작품의 내용을 그대로 역사적 사실로 받아들이기는 힘들다. 이후 베르길리우스는 호메로스, 단테와 함께 3대 서사시 작가로 불리게 된다.
서사시에 등장하는 주요 인물로는 아이네아스, 디도, 투르누스, 알렉토, 라티누스 등이다.

## 첫번째 노래
트로이의 영웅들과 그들이 이탈리아에 정착하기까지의 항해를 노래한다. 트로이에 적대심을 갖고 있는 유노는 트로이가 함락된 후 목숨을 건져, 아이네이스 지휘아래 시칠리아로 피신하는 트로이 함대를 파멸 시키려고 한다. 바람의 신 아이올루스는 유노의 명령으로 트로이 함대가 풍랑에 휩쓸리도록 하지만, 넵투누스의 개입으로 함대는 구출되어 카르타고항으로 피신을 한다. 유피테르는 베누스에게 트로이 유랑민이 라비니움에 정착한 후, 알바 롱가를 거쳐 로마를 건설하게 되리라 예언한다. 메르쿠리우스는 카르타고의 여왕 디도가 트로이 유랑민에게 호감을 갖도록 유도한다. 한편 아이네이스는 사냥군으로 변장한 어머니 비너스를 만나 카르타고와 디도에 관해 정보를 얻는다. 얼마 후 아이네이스와 그가 이끄는 유랑민은 디도로부터 환영을 받음과 동시에, 디도는 비너스의 영향으로 아이네이스에게 호감을 갖는다. 환영 만찬회에서 디도는 트로이의 최후와 아이네이스의 7년간에 걸친 유랑 생활에 대해 이야기 해 줄 것을 청한다.

## 두번째 노래
아이네이스는 트로이전쟁에 관해 이야기를 들려준다. 여기서 이른바 트로이 목마에 관한 자세한 이야기와 그리고 이와 관련된 라오콘의 비극에 대해서 언급된다. 시논이 목마를 열자 그속에 숨어 있던 아카이군이 쏟아져 나와 트로이군을 습격하여 결국 프리아모스의 성이 함락된다. 아수라장이 된 성에서 아이네아스는 베스타 신전에 틀어박힌 헬레나를 발견하고 그녀를 죽일까 망설이는 순간에 베누스가 나타나 이를 만류한다. 아이네이스는 집으로 발길을 재촉하여 가족들을 데리고 성에서 피신한다. 성문에 이르러 갑자기 사라진 아내를 찾아 헤메는 가운데 아내의 화신이 나타나 이를 하늘이 내린 운명이라고 위로하며, 아이네이스의 앞날에 관해 작은 예언을 남긴 후 사라진다. 가족들이 있는 곳에 다시 돌아와 아이네이스는 그동안 까맣게 모인 피난민을 보고는 깜짝놀란다. 그러나 곧 이들을 이끌고 이다 산을 향해 유랑길에 오른다.

## 같이 보기
- 베르길리우스